# Nautilus (Verne)

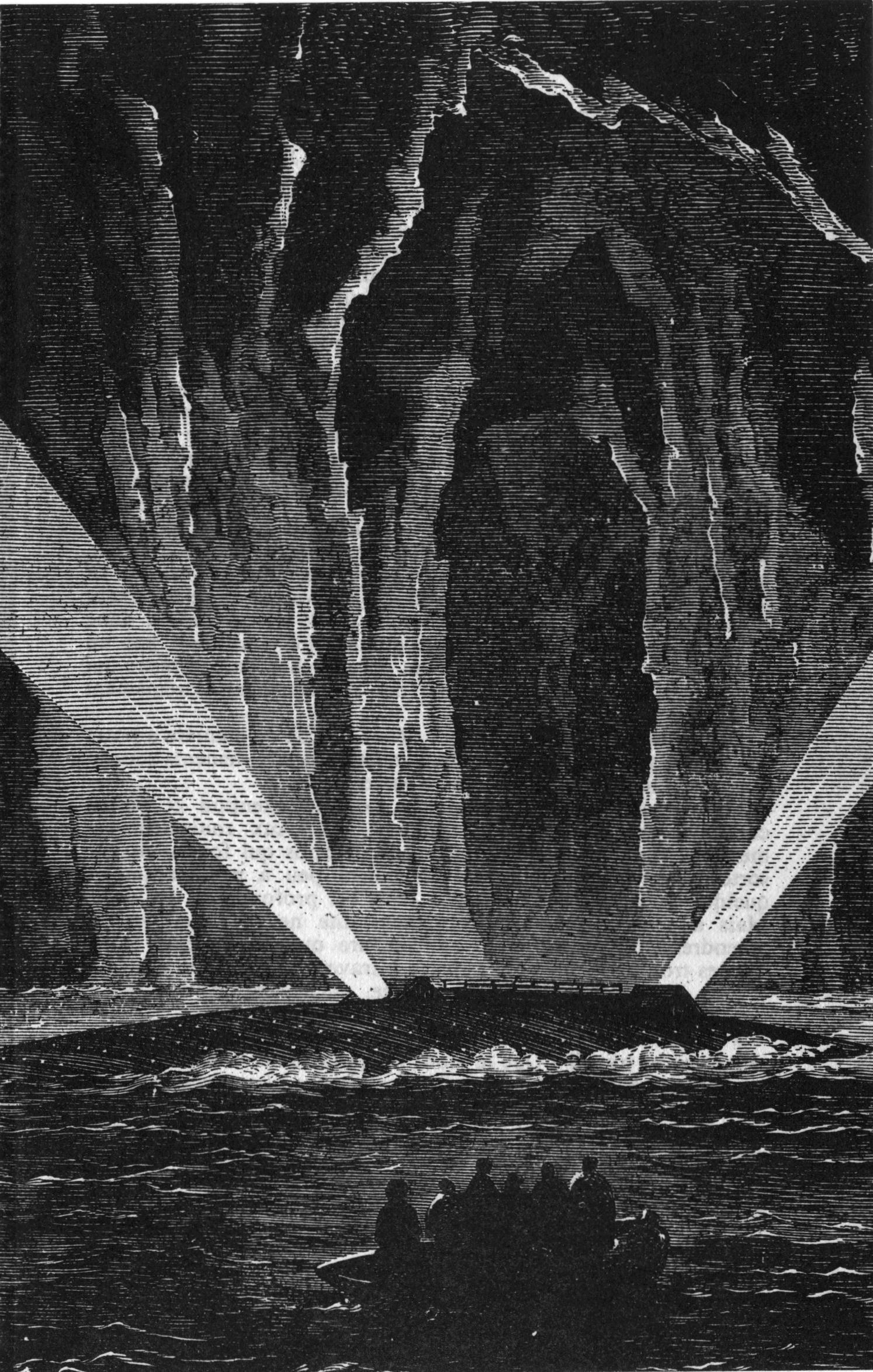
Il Nautilus rappresentato in un'illustrazione del romanzo L'isola misteriosa

Il Nautilus è un immaginario sottomarino ideato e comandato dal Capitano Nemo, nei romanzi Ventimila leghe sotto i mari (Vingt mille lieues sous les mers, 1870) e L'isola misteriosa (L'île mystérieuse, 1874) di Jules Verne, scrittore francese anticipatore della moderna fantascienza. Deve il suo nome al Nautilus, il primo sommergibile funzionante di sempre nella realtà, ideato da Robert Fulton, nome a sua volta derivato da quello dei molluschi Nautilus.

## Il sottomarino
Il Nautilus è stato progettato dal suo comandante, il Capitano Nemo, ricco ex principe indiano e valente ingegnere. Le sue parti sono state costruite in ordine a Le Creusot, Londra, Liverpool, Glasgow, Parigi, Prussia (Krupp), Motala (Svezia), New York, ecc. I vari pezzi sono poi stati assemblati dagli uomini di Nemo su di un'isola deserta.
L'imbarcazione si compone di due scafi, uno esterno e uno interno, separati da compartimenti stagni, ed è in grado di raggiungere una velocità di 50 nodi (92,6 chilometri orari). Normalmente il Nautilus emerge dal pelo dell'acqua per un decimo della sua altezza e per farlo immergere completamente è necessario riempire d'acqua i serbatoi. La propulsione è elettrica, in quanto utilizza motori alimentati da batterie al sodio-mercurio; la ciurma si alimenta raccogliendo le razioni dal fondale dell'oceano. Ecco come lo stesso Capitano Nemo descrive la sua nave: 
La sua area misura 1.011,45 metri quadrati e contiene 1.500,2 metri cubi. Una volta immerso completamente sposta 1.500,2 metri cubi d'acqua, o 1.500,2 tonnellate metriche.»

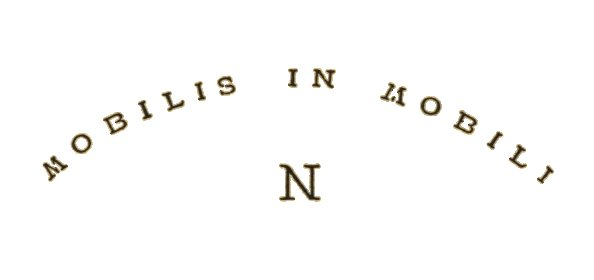
Il motto del Nautilus: "Mobile in elemento mobile"

A causa dei suoi attacchi alle navi, a cui perfora e squarcia lo scafo sotto il livello dell'acqua servendosi di un rostro, l'opinione pubblica crede che sia un mostro marino (lo stesso professor Aronnax, scartando l'ipotesi che sia un manufatto umano, ritiene si tratti di un enorme narvalo).
Ne L'isola misteriosa vengono aggiunti un certo numero di dettagli alla descrizione del Nautilus, soprattutto la sua capacità di lanciare siluri, una caratteristica assai profetica, di cui non si parla in Ventimila leghe sotto i mari.
Alla fine di Ventimila leghe sotto i mari, il Nautilus viene inghiottito in un maelström (un gigantesco vortice d'acqua), ma, come si verrà a sapere ne L'isola misteriosa, riesce a rimanere integro, venendo ritrovato in una grotta. Con l'esplosione dell'isola di Lincoln, il sottomarino diventa la tomba del Capitano Nemo.

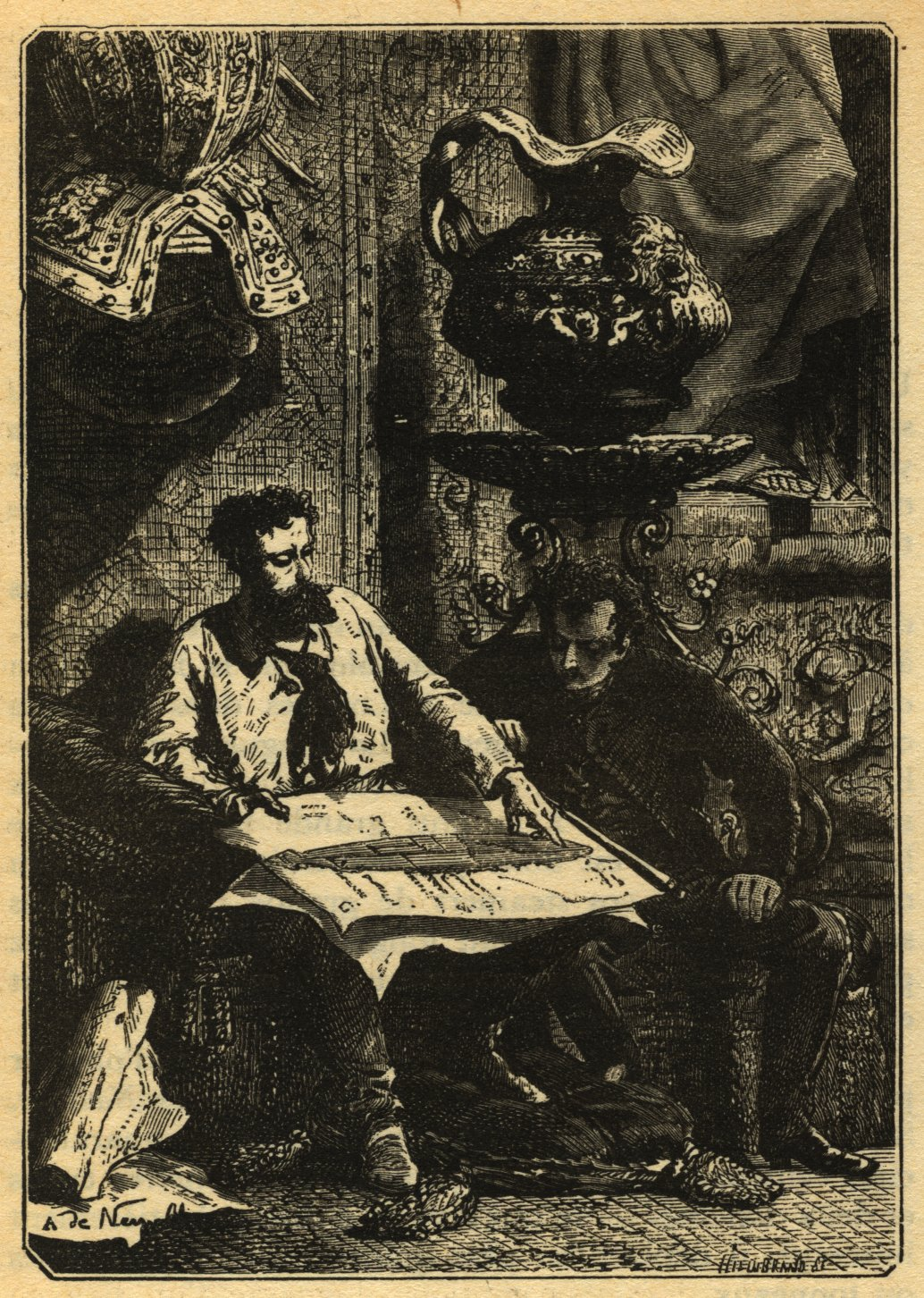
Il Capitano Nemo e il Professor Aronnax discutono i progetti del Nautilus
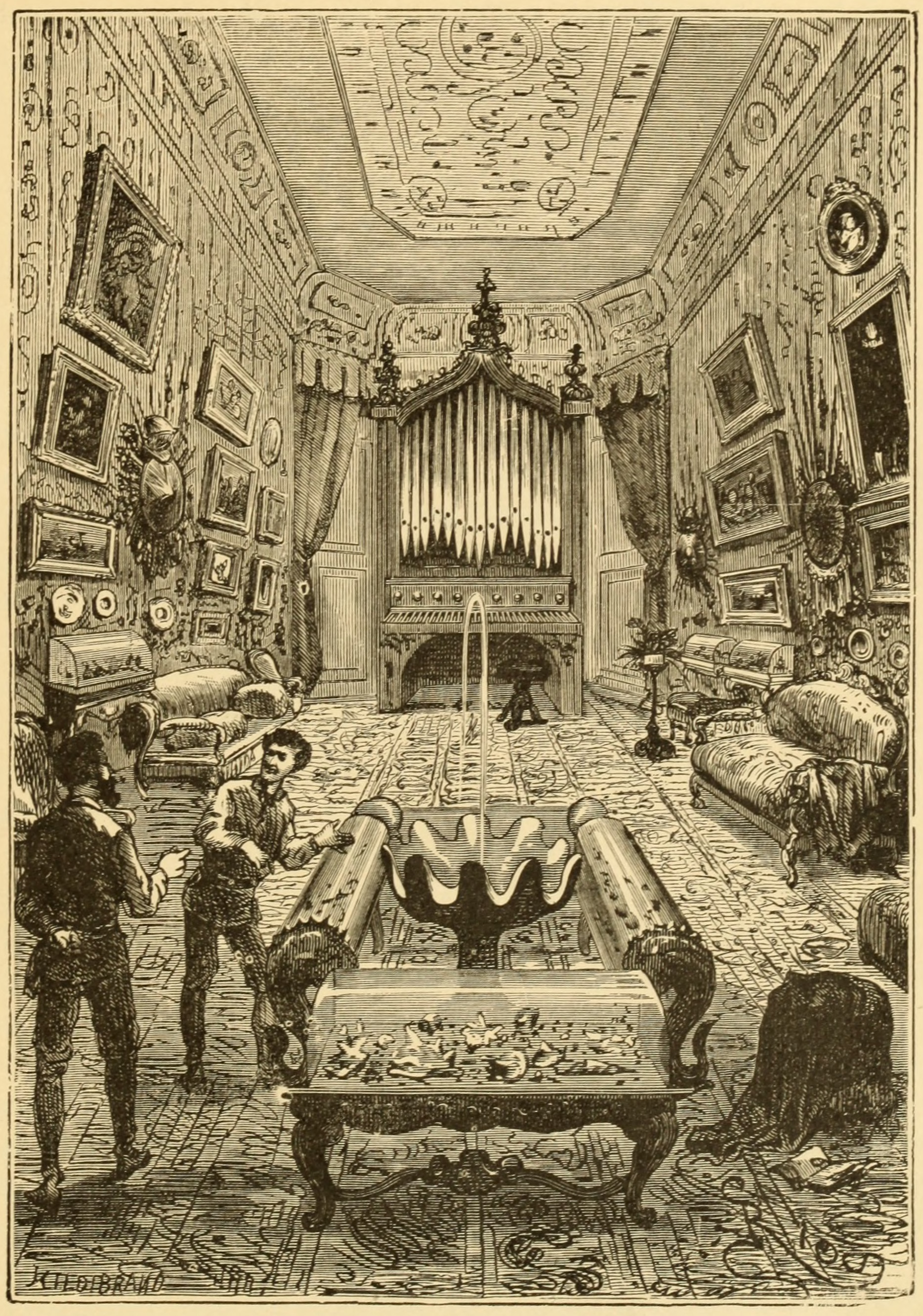
Il Grande Salone del Nautilus
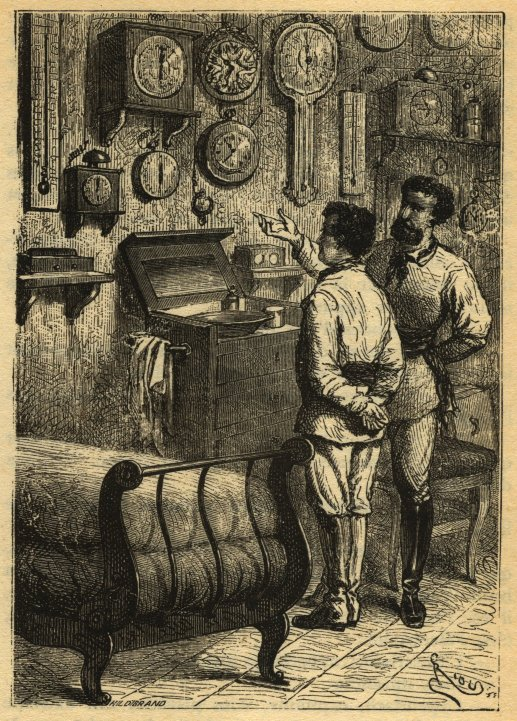
La cabina del Capitano Nemo a bordo del Nautilus
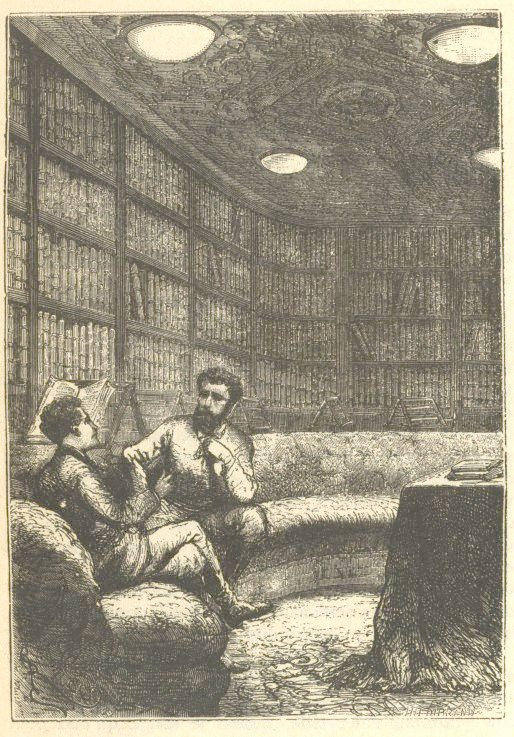
La libreria del Nautilus
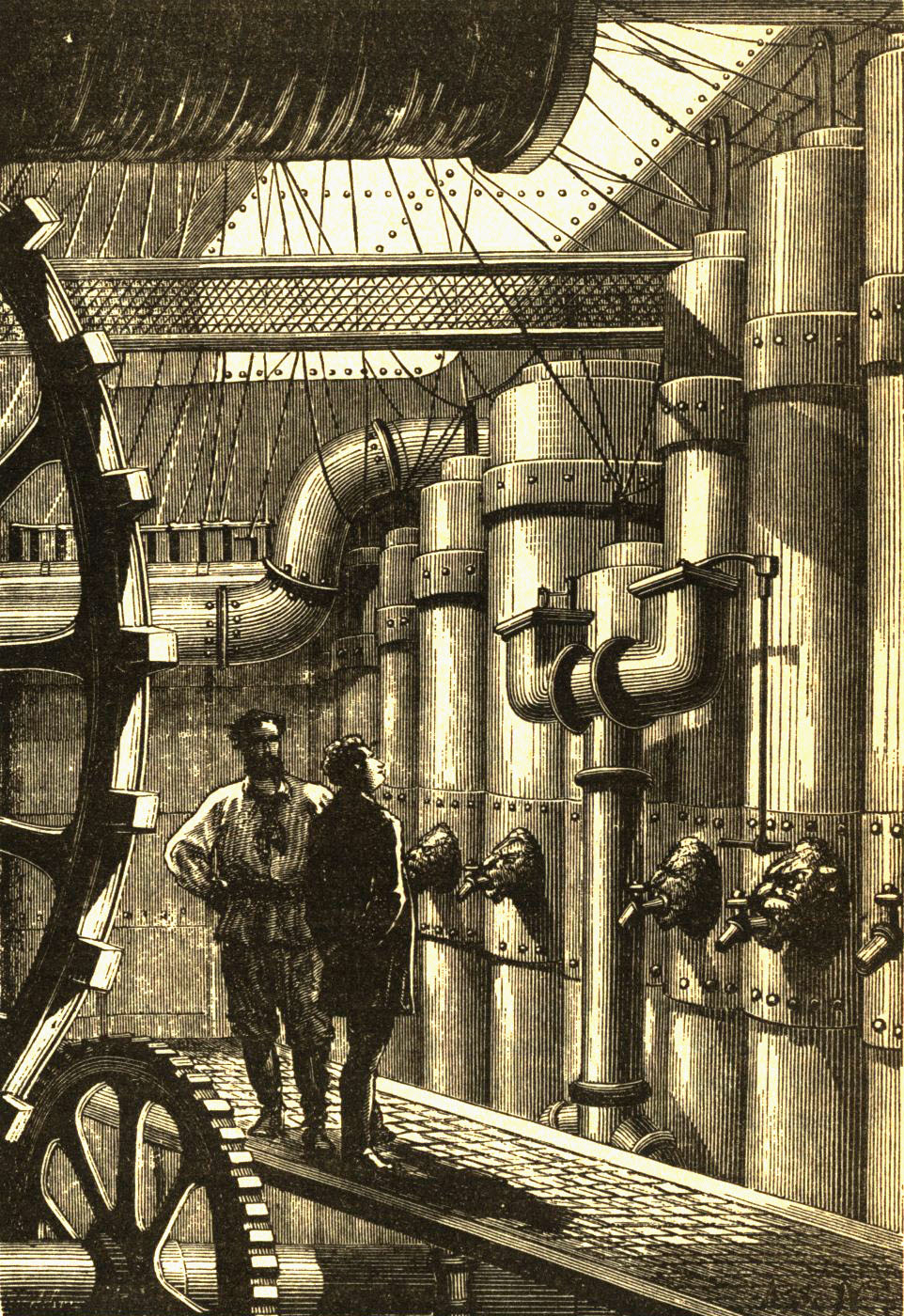
La sala macchine del Nautilus
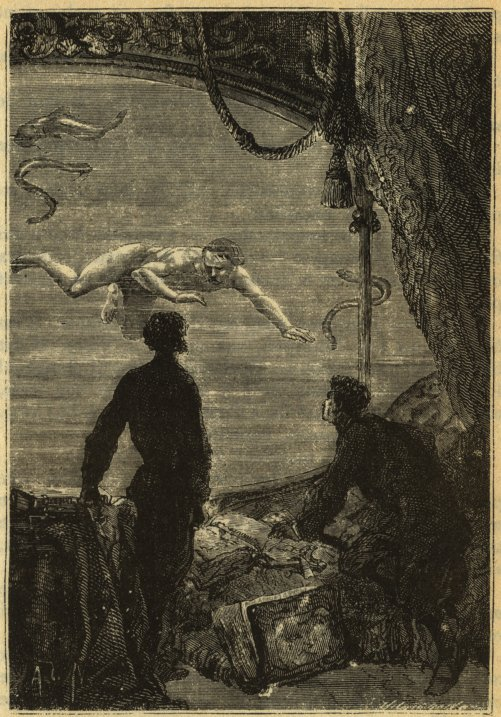
Il ponte d'osservazione del Nautilus
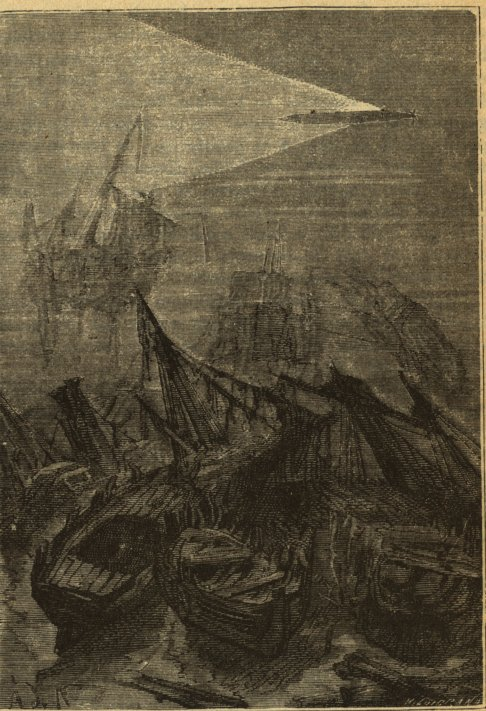
La silhouette del Nautilus in lontananza (nonostante sia ben descritto nel testo, non è stato ritratto molto esplicitamente nelle illustrazioni)

## Apparizioni
Oltre alle sue apparizioni originali in Ventimila leghe sotto i mari e L'isola misteriosa, il Nautilus compare anche in molte altre opere, tra cui:
- Il fumetto statunitense La Lega degli Straordinari Gentlemen e la sua versione cinematografica nel film steampunk La leggenda degli uomini straordinari (2003).
- L'anime giapponese Nadia - Il mistero della pietra azzurra, prodotto dalla Gainax.
- Il romanzo Walhalla dello scrittore statunitense Clive Cussler
- Ventimila leghe sotto i mari (20000 lieues sous les mers, 1907), regia di Georges Méliès
- Ventimila leghe sotto i mari (20,000 Leagues Under the Sea, 1916), regia di Stuart Paton
- Ventimila leghe sotto i mari (20,000 Leagues Under the Sea, 1954), regia di Richard Fleischer
- 20,000 Leagues Under the Sea (1973) film d'animazione di 60 minuti, regia di Jules Bass, Arthur Rankin Jr.
- Due episodi della serie antologica Tales of Tomorrow (1952): "Ventimila leghe sotto i mari - Parte I: La caccia" (Twenty Thousand Leagues under the Sea - Part 1: The Chase) e "Ventimila leghe sotto i mari - Parte II: La fuga" (Twenty Thousand Leagues under the Sea - Part 2: The Escape). Regia di Charles S. Dubin, Don Medford, Franklin Schaffner e Leonard Valenta
- Nemo (1970), serie tv francese, regia di Jean Bacqué
- The Return of Captain Nemo (1978), miniserie TV, regia di Alex March e Paul Stader. Il Capitano Nero che affronta in epoca moderna varie minacce al genere umano.
- 20,000 Leagues Under the Sea (1997) - Film TV della Village Roadshow con Michael Caine
- 20,000 Leagues Under the Sea (1997) - Film TV della Hallmark con Ben Cross, regia di Michael Anderson
- La leggenda degli uomini straordinari, (2003) - Film
- Viaggio nell'isola misteriosa (Journey 2: The Mysterious Island, 2012), regia di Brad Peyton
- La Figlia degli Abissi (2021), romanzo urban-fantasy di Rick Riordan
- Nautilus - Live Show (Gardaland 2023)
- Nautilus (2024) - serie TV, diretto da James Dormer